# Карти проти людства
«Карти проти людства» («КПЛ», англ. Cards Against Humanity) — настільна гра для дорослих, у якій гравці доповнюють надруковані на ігрових картках твердження, використовуючи для цього слова або фрази, які зазвичай уважаються образливими, ризикованими або неполіткоректними. Гру порівнюють із картковою грою «Яблука до яблук» (англ. Apples to Apples) 1999 року. Вона з'явилася після кампанії на спільнокошті «Kickstarter» у 2011 році. Назва «Карти проти людства» відсилає до поняття «злочини проти людства», що відображає її неполіткоректний зміст.

## Розробка
«Карти проти людства» створені вісьма випускниками середньої школи «Гайленд-парк» (англ. Highland Park High School). Під упливом популярної карткової гри «Яблука до яблук» нова гра спочатку називалася «Cardenfreude» (як каламбур на нім. Schadenfreude, «зловтіха»), й у неї грали кілька людей, які писали абстрактні гумористичні відповіді на тематичні питання. Пізніше назву змінено на «Карти проти людства», а відповіді стали заздалегідь написаними на спеціальних білих картках.
Автори «Карт» надихалися шарадами та іншими іграми: «Magic: The Gathering», «Маячня» (англ. Balderdash), а головне — «Божевільні бажання» (англ. Mad Libs).
Гра була профінансована за допомогою краудфандингу на Kickstarter; на це авторів надихнула попередня кампанія, створена для фінансування книги про дизайн тодішнього президента США Барака Обами. Кампанія стартувала 1 грудня 2010 року та досягла своєї мети у $4 000 за два тижні. Збирання коштів завершилося 30 січня 2011 р. на позначці у понад 15 тис. доларів — трохи менше 400 % від початкової мети. За рахунок «надлишкових грошей», зібраних на гру, її творці додали до самої гри ще п'ятдесят ігрових карток.

## Хід гри
Відповідно до правил гри, що входять у комплект, на чорних картах містяться «запитання», а на білих — «відповіді». На початку гри кожен гравець бере десять білих карток.
Починає «Картковий цар» (англ. Card Czar / Card Tsar) — гравець, який останнім відвідував туалет. Він перевертає верхню чорну карту-«запитання» лицем догори та читає фразу із пропущеними словами, написану на ній. Інші гравці мають відповідати, заповнюючи смислові пропуски словами, які є на їхніх білих картках-«відповідях». Карти вони викладають біля чорної картки «Царя».
Ведучий перемішує карти та, зазвичай, уголос читає найбільш смішні комбінації запитань та відповідей. Автор найсмішнішої комбінації, якого обирає «Цар», отримує бонус — «Чудові очки» (англ. Awesome Points).
Після кожного раунду «Картковий цар» заміщається переможцем попередньої гри.
У правилах не вказано, хто і як виграє у грі — метою є просто розвага. Окрім того, правила «КПЛ» досить гнучкі та можуть замінюватися безліччю власних обмежень чи дозволів: наприклад, «чудові очки» присуджуються голосуванням, бонуси можна обмінювати на додаткові картки тощо.

## Випуск і продаж
«Карти проти людства» були офіційно випущені в травні 2011 року, після шести місяців розробки. Через місяць вони стала найпопулярнішою грою на Amazon та від моменту випуску протягом років популярність «КПЛ» стабільно зростає. За підрахунками видання «Чикаго-Сан таймз», гра заробила щонайменше $12 млн, а PDF-файл із надрукованими картками щороку завантажується 1,5 млн разів.
У листопаді 2011 року вийшло розширення зі 100 новими картками, яке розкупили за три дні.